# 齋藤綱記
齋藤 綱記（さいとう こうき、1996年12月18日 - ）は、北海道札幌市北区出身のプロ野球選手（投手）。左投左打。中日ドラゴンズ所属。

## 経歴

### プロ入り前
札幌市立新光小学校3年生のときに新光スワローズで野球を始め、当初から投手を務めていた。札幌市立光陽中学校では軟式野球部に所属。
北照高校へ進学すると、1年秋からベンチ入り。1年秋の明治神宮大会準決勝（対仙台育英）、2年夏の甲子園1回戦（対常総学院）にリリーフで登板した。2年秋の北海道大会・小樽地区予選では、5回参考記録（コールドゲーム）ながら完全試合を達成。3年時には、コーチに就任した松岡弘から呼吸法・体重移動・精神面に関する指導を受け、3年春の北海道大会では優勝を果たした。しかし、2年連続の甲子園出場を目指した第96回大会・南北海道大会の小樽地区代表決定戦では、先発で7回9失点と振るわず、チームもコールド負けを喫した。
強豪の社会人野球チームや大学からオファーがあったが、高校から直接NPBの球団に入ることを望んだため、以上のオファーを全て固辞し、日本学生野球協会へプロ志望届を提出。2014年10月23日に行われたドラフト会議にて、オリックス・バファローズから5位指名を受け、11月21日には契約金3500万円・年俸500万円（金額はいずれも推定）で仮契約を結んだ。背番号は48。なお、チームには同姓の齋藤俊雄が所属しているため、報道上の表記およびスコアボード上の表記は「齋藤綱」となる。

### オリックス時代

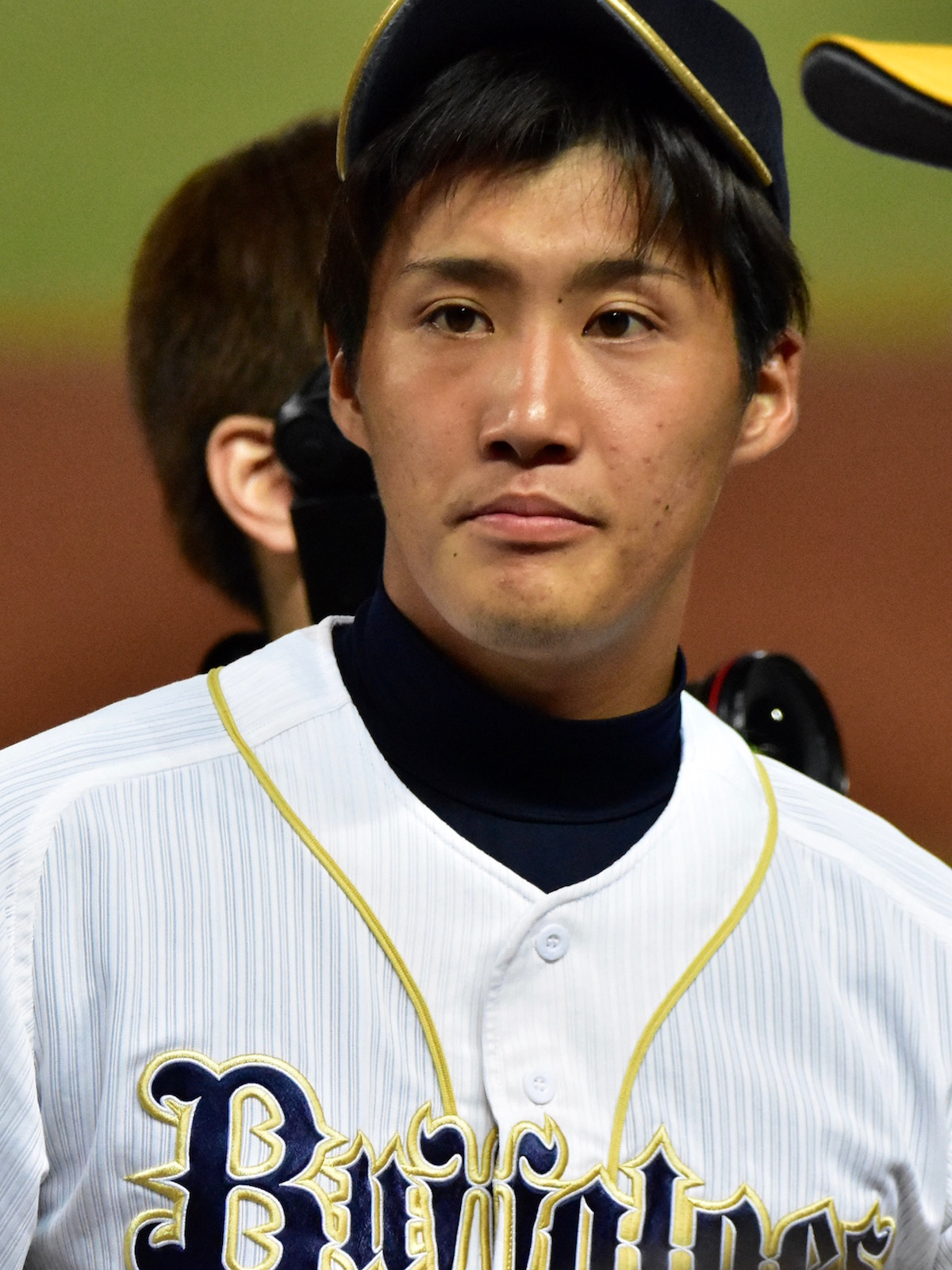
オリックス・バファローズ時代
（2016年12月18日 台中インターコンチネンタル野球場にて）

2015年はウエスタン・リーグ公式戦で8試合に登板。0勝3敗・防御率14.40という成績であった。オフに現状維持となる推定年俸500万円で契約を更改した。
2016年は3月15日の広島東洋カープとのウエスタン・リーグ開幕戦に先発。その後も二軍で登板を重ねると、9月8日に出場選手登録。同12日の対東北楽天ゴールデンイーグルス戦（楽天Koboスタジアム宮城）でプロ初登板を果たし、4回6安打2四球2奪三振4失点という投球内容であった。翌9月13日に出場選手登録を抹消され、この年の一軍登板は前述の1試合のみであった。シーズン終了後にはアジアウインターベースボールリーグのウエスタン・リーグ選抜として5試合（3先発）に登板し、1勝0敗1ホールド・防御率7.00という成績であった。オフに現状維持となる推定年俸500万円で契約を更改した。なお、シーズン終了後に齋藤俊雄が戦力外通告を受け、スコアラーに転身したため、報道上の表記およびスコアボード上の表記が「齋藤」となった。
2017年はシーズン中に腰を痛めた影響で、一軍登板が無く、二軍でも10試合の登板で2勝3敗・防御率5.12という成績にとどまった。シーズン終了後の秋季キャンプにて、投球フォームをサイドスローに変更し、オフに現状維持となる推定年俸500万円で契約を更改した。
2018年は5月20日に出場選手登録されるも、登板機会が無いまま、同25日に登録抹消。6月28日に再登録され、同日の対埼玉西武ライオンズ戦（メットライフドーム）で2シーズンぶりの一軍登板を果たしたが、2/3回を2四死球2失点という内容であった。その後は7月27日に出場選手登録を抹消されるも、9月25日に再登録され、この年は一軍で5試合に登板し、被安打0・防御率5.40という成績であった。オフに100万円増となる推定年俸600万円で契約を更改した。
2019年は初の開幕一軍入りを果たし、3月30日の対北海道日本ハムファイターズ戦（札幌ドーム）でプロ初ホールドを記録。4月15日に出場選手登録を抹消されて以降は、再登録と抹消を繰り返しながらも一軍での登板を重ねた。8月27日に4度目の再登録となったが、2登板連続で一死しか奪えずに複数失点を喫し、9月5日に出場選手登録を抹消された。その後の一軍登板は無くシーズンを終え、この年は11試合の登板で0勝0敗1ホールド・防御率10.29という成績であった。オフに100万円増となる推定年俸700万円で契約を更改した。
2020年は春季キャンプ前の1月に一般女性と結婚した。この年は新型コロナウイルスの影響で開幕延期・120試合制の短縮シーズンとなり、6月19日の開幕は二軍で迎えたものの、7月7日に出場選手登録。同31日の日本ハム戦では同点の6回裏から登板し、1イニングを無失点に抑えると、直後の攻撃で勝ち越し、そのままチームが勝利したことで齋藤にプロ初勝利が記録された。9月2日に出場選手登録を抹消されたが、同23日の再登録後はシーズン終了まで一軍に帯同。32試合の登板で1勝1敗4ホールド・防御率4.01を記録し、オフに900万円増となる推定年俸1600万円で契約を更改した。
2021年も開幕を二軍で迎え、7月11日に出場選手登録となったが、1試合に登板したのみで東京オリンピックによる中断期間のため、同15日に登録抹消。二軍でレギュラーシーズン再開を迎え、9月2日に出場選手登録となるも、同9日に登録抹消。その後の一軍登板は無くシーズンを終え、この年は4試合の登板で防御率10.13という成績に終わった。オフに300万円減となる推定年俸1300万円で契約を更改した。
2022年は4月19日に出場選手登録となったが、5月10日のスクリーニング検査にて、無症状ながら新型コロナウイルス陽性判定を受け、翌11日に特例2022で登録抹消となった。復帰後は二軍で登板を重ね、ウエスタン・リーグではチーム最多の50試合に登板し、防御率2.41を記録していたが、一軍昇格は果たせず、この年は5試合の登板で防御率6.75という成績であった。

### 日本ハム時代

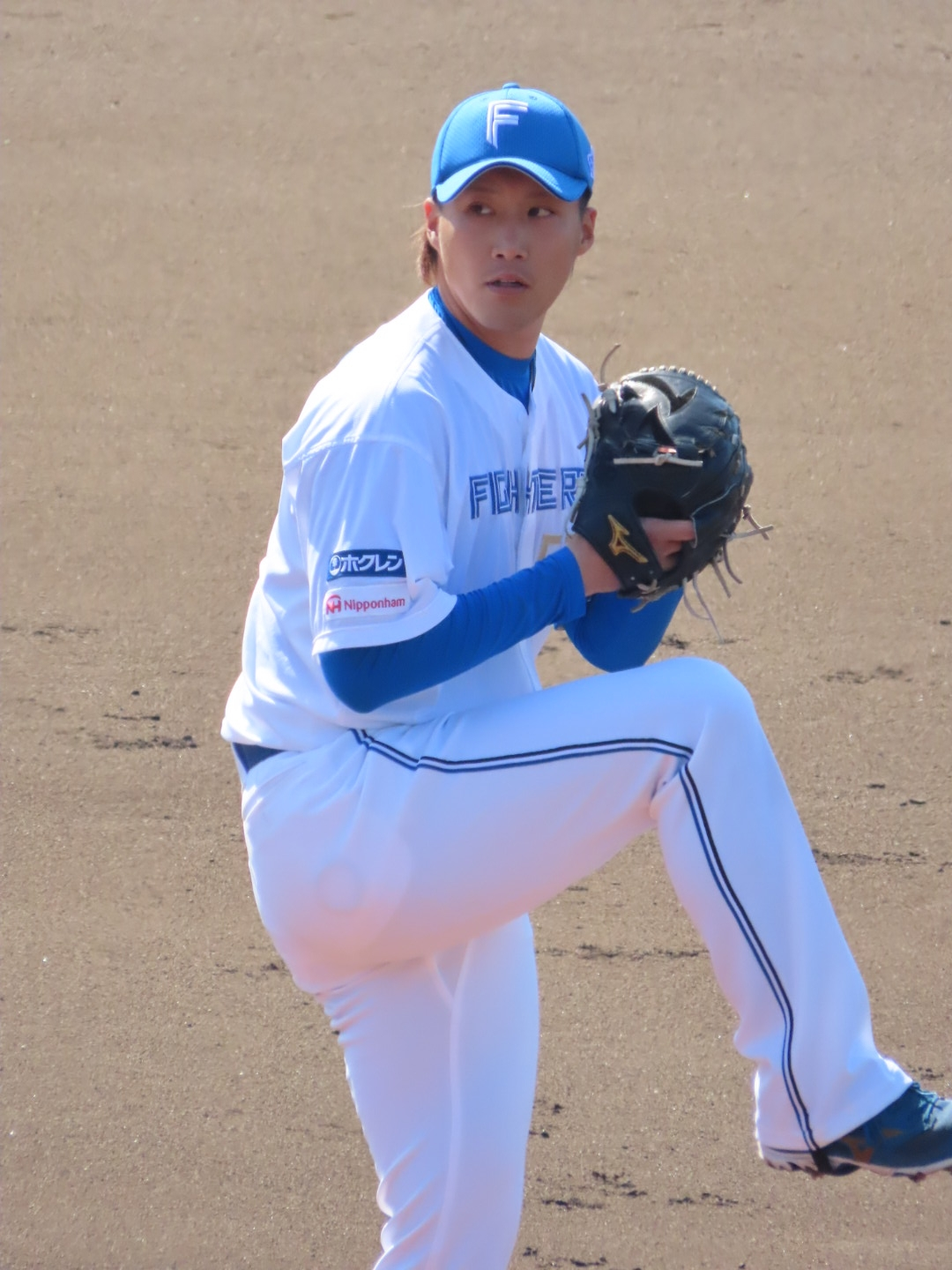
日本ハム時代
（2023年4月9日 ファイターズ鎌ケ谷スタジアムにて）

2022年11月10日、石川亮とのトレードで北海道日本ハムファイターズに移籍することが発表された。背番号は67。なお、チームには同姓の齋藤友貴哉が所属しているため、報道上の表記およびスコアボード上の表記は「齋藤綱」となる。
2023年は5月7日に出場選手登録。同10日の対福岡ソフトバンクホークス戦（PayPayドーム）の5回裏、1点ビハインドの一死二塁という場面から移籍後初登板となり、打者2人を打ち取ってピンチを切り抜けると、直後の攻撃で逆転し、そのままチームが勝利したことで齋藤に移籍後初勝利が記録された。しかし一軍では結果を残せず、わずか4試合の登板に終わっていた。

### 中日時代
2023年6月19日、山本拓実、郡司裕也との2対2トレードで宇佐見真吾と共に中日ドラゴンズに移籍することが発表された。背番号は59。8月2日の対阪神タイガース戦（バンテリンドームナゴヤ）では移籍後初勝利を挙げ、国吉佑樹以来史上12人目となる同一シーズンに2球団での勝利投手および、川本智徳以来史上2人目となる通算3勝を全て異なる球団で挙げるという珍記録を達成した。その後は移籍後初登板から16試合連続無失点を記録するなどして、試合終盤のリードした展開でも起用されるようになり、最終的に中日移籍後は31試合登板、2勝11ホールド、防御率0.73の成績でシーズンを終えた。オフの11月18日に、1000万円増の推定年俸2300万円で契約を更改した。
2024年は開幕から一軍でスタートして、開幕から15試合連続無失点を記録した。9月8日の対広島東洋カープ戦（MAZDA Zoom-Zoom スタジアム広島）では1点リードの5回に無死一・三塁のピンチで登板し、無失点で抑える好救援をして同年4勝目もつかんだ。このシーズンは自身初の50試合登板に到達し、左腕ではチーム最多の登板数を記録した。最終的には56試合に登板して、4勝3敗19ホールド、防御率2.09の成績を残した。オフには2200万円増の推定年俸4500万円で契約更改した。

## 選手としての特徴・人物
140km/h台中盤（高校時代の最速は144km/h）のストレートに、縦と横のスライダー、カーブ、チェンジアップ、スプリットなどの変化球を投げる。
オリックスの球団合宿所「青濤寮」へ入寮した際には、ファンに自身の名前を早く覚えてもらうために、「高校時代の友人にもらった」という「クマタン」（クマのキャラクター）のぬいぐるみを持参した。
オリックスの入団3年目（2017年）のシーズン終了後からサイドスローへ転向したきっかけは、自身と同じ左投手の田嶋大樹を、球団がこの年のドラフト会議で1巡目に指名したことによる。田嶋が入団後の2018年に一軍の先発陣へ加わったことから、自分がプロ野球で生きる道を探した結果、「本当は嫌だった」という投球フォームの改造に踏み切ったという。2020年には、ストレートを左打者の内角に投げ込めるようになったほか、スライダーの速さや曲がり幅も向上。生まれ育った北海道で、一軍公式戦での初勝利に漕ぎ着けた。2023年途中に中日移籍後は投手コーチの大塚晶文の助言でスリークォーター気味のフォームに変更。球速が上がりストレートで勝負できるようになった他、元々空振りを取れるスライダーがより効果的となった。

## 詳細情報

### 年度別投手成績
| 年 度     | 球 団      | 登 板 | 先 発 | 完 投 | 完 封 | 無 四 球 | 勝 利 | 敗 戦 | セ 丨 ブ | ホ 丨 ル ド | 勝 率 | 打 者 | 投 球 回 | 被 安 打 | 被 本 塁 打 | 与 四 球 | 敬 遠 | 与 死 球 | 奪 三 振 | 暴 投 | ボ 丨 ク | 失 点 | 自 責 点 | 防 御 率 | W H I P |
| --------- | ---------- | ----- | ----- | ----- | ----- | -------- | ----- | ----- | -------- | ----------- | ----- | ----- | -------- | -------- | ----------- | -------- | ----- | -------- | -------- | ----- | -------- | ----- | -------- | -------- | ------- |
| 2016      | オリックス | 1     | 0     | 0     | 0     | 0        | 0     | 0     | 0        | 0           | ----  | 20    | 4.0      | 6        | 2           | 2        | 0     | 0        | 2        | 0     | 1        | 4     | 4        | 9.00     | 2.00    |
| 2018      | オリックス | 5     | 0     | 0     | 0     | 0        | 0     | 0     | 0        | 0           | ----  | 12    | 3.1      | 0        | 0           | 1        | 0     | 1        | 4        | 0     | 0        | 2     | 2        | 5.40     | 0.30    |
| 2019      | オリックス | 11    | 0     | 0     | 0     | 0        | 0     | 0     | 0        | 1           | ----  | 46    | 7.0      | 14       | 0           | 9        | 0     | 0        | 8        | 0     | 0        | 10    | 8        | 10.29    | 3.29    |
| 2020      | オリックス | 32    | 0     | 0     | 0     | 0        | 1     | 1     | 0        | 4           | .500  | 105   | 24.2     | 24       | 3           | 8        | 1     | 1        | 23       | 1     | 0        | 11    | 11       | 4.01     | 1.30    |
| 2021      | オリックス | 4     | 0     | 0     | 0     | 0        | 0     | 0     | 0        | 0           | ----  | 12    | 2.2      | 2        | 1           | 2        | 0     | 0        | 3        | 0     | 0        | 3     | 3        | 10.13    | 1.50    |
| 2022      | オリックス | 5     | 0     | 0     | 0     | 0        | 0     | 0     | 0        | 0           | ----  | 24    | 5.1      | 7        | 0           | 1        | 0     | 0        | 5        | 0     | 0        | 4     | 4        | 6.75     | 1.50    |
| 2023      | 日本ハム   | 4     | 0     | 0     | 0     | 0        | 1     | 0     | 0        | 0           | 1.000 | 15    | 3.1      | 5        | 2           | 0        | 0     | 0        | 3        | 0     | 0        | 4     | 4        | 10.80    | 1.50    |
| 2023      | 中日       | 31    | 0     | 0     | 0     | 0        | 2     | 0     | 0        | 11          | 1.000 | 100   | 24.2     | 18       | 0           | 10       | 0     | 1        | 24       | 1     | 0        | 3     | 2        | 0.73     | 1.14    |
| '23計     | 中日       | 35    | 0     | 0     | 0     | 0        | 3     | 0     | 0        | 11          | 1.000 | 115   | 28.0     | 23       | 2           | 10       | 0     | 1        | 27       | 1     | 0        | 7     | 6        | 1.93     | 1.18    |
| 2024      | 中日       | 56    | 0     | 0     | 0     | 0        | 4     | 3     | 0        | 19          | .571  | 200   | 47.1     | 45       | 1           | 18       | 4     | 1        | 44       | 2     | 0        | 11    | 11       | 2.09     | 1.33    |
| 通算：8年 | 通算：8年  | 149   | 0     | 0     | 0     | 0        | 8     | 4     | 0        | 35          | .667  | 534   | 122.1    | 121      | 9           | 51       | 5     | 4        | 116      | 4     | 1        | 52    | 49       | 3.60     | 1.41    |

- 2024年度シーズン終了時

### 年度別守備成績
| 年 度 | 球 団      | 投手  | 投手  | 投手  | 投手  | 投手  | 投手     |
| 年 度 | 球 団      | 試 合 | 刺 殺 | 補 殺 | 失 策 | 併 殺 | 守 備 率 |
| ----- | ---------- | ----- | ----- | ----- | ----- | ----- | -------- |
| 2016  | オリックス | 1     | 0     | 2     | 0     | 0     | 1.000    |
| 2018  | オリックス | 5     | 0     | 1     | 0     | 0     | 1.000    |
| 2019  | オリックス | 11    | 0     | 1     | 1     | 0     | .500     |
| 2020  | オリックス | 32    | 2     | 4     | 0     | 0     | 1.000    |
| 2021  | オリックス | 4     | 0     | 1     | 0     | 0     | 1.000    |
| 2022  | オリックス | 5     | 1     | 0     | 0     | 0     | 1.000    |
| 2023  | 日本ハム   | 4     | 0     | 3     | 0     | 0     | 1.000    |
| 2023  | 中日       | 31    | 0     | 2     | 0     | 0     | 1.000    |
| '23計 | 中日       | 35    | 0     | 5     | 0     | 0     | 1.000    |
| 2024  | 中日       | 56    | 1     | 9     | 0     | 0     | 1.000    |
| 通算  | 通算       | 149   | 4     | 23    | 1     | 0     | .964     |

- 2024年度シーズン終了時

### 記録
初記録
- 初登板：2016年9月12日、対東北楽天ゴールデンイーグルス21回戦（Koboスタジアム宮城）、2回裏に2番手で救援登板、4回2被本塁打4失点
- 初奪三振：同上、3回裏に足立祐一から見逃し三振
- 初ホールド：2019年3月30日、対北海道日本ハムファイターズ2回戦（札幌ドーム）、7回裏に4番手で救援登板、2/3回無失点
- 初勝利：2020年7月31日、対北海道日本ハムファイターズ10回戦（札幌ドーム）、6回裏一死に3番手で救援登板、2/3回無失点[47]

その他の記録
- 同一年に2球団で勝利 ※2021年の国吉佑樹以来2年ぶり、史上12人目[82]
  - 2023年5月10日、対福岡ソフトバンクホークス7回戦（福岡PayPayドーム）、5回裏一死に2番手で救援登板、2/3回無失点で勝利投手（北海道日本ハムファイターズ時代）
  - 2023年8月2日、対阪神タイガース17回戦（バンテリンドーム ナゴヤ）、5回表に3番手で救援登板、1回無失点で勝利投手（中日ドラゴンズ時代）
- プロ1勝目から3勝目までを全て異なる所属球団で記録 ※川本智徳以来、史上2人目[82]

### 背番号
- 48（2015年 - 2022年）
- 67（2023年 - 同年6月20日）
- 59（2023年6月21日 - ）